# 圣比森特德拉卡韦萨
圣比森特德拉卡韦萨，是西班牙卡斯蒂利亚-莱昂萨莫拉省的一个市镇。 总面积53平方公分，总人口588人（2001年），人口密度11人/平方公里。